# Кирф
Кирф (њем. Kirf) општина је у њемачкој савезној држави Рајна-Палатинат. Једно је од 103 општинска средишта округа Трир-Сарбург. Према процјени из 2010. у општини је живјело 797 становника. Посједује регионалну шифру (AGS) 7235062.

## Географски и демографски подаци
Кирф се налази у савезној држави Рајна-Палатинат у округу Трир-Сарбург. Општина се налази на надморској висини од 320 метара. Површина општине износи 19,1 km². У самом мјесту је, према процјени из 2010. године, живјело 797 становника. Просјечна густина становништва износи 42 становника/km².